# فرودگاه رد لاج
 فرودگاه رد لاج (به انگلیسی: Red Lodge Airport) یک فرودگاه همگانی بهره‌برداری هوایی است که یک باند فرود آسفالت دارد و طول باند آن ۱۲۱۹ متر است. این فرودگاه در کشور ایالات متحده آمریکا قرار دارد و در ارتفاع ۱۷۵۷ متری از سطح دریا واقع شده است.